# Nuoto ai Giochi della XXXIII Olimpiade - 400 metri stile libero maschili
La gara di nuoto dei 400 metri stile libero maschili dei Giochi della XXXIII Olimpiade di Parigi è stata disputata il 27 luglio 2024 presso il Olympic Aquatics Centre alla Paris La Défense Arena.

## Record
Prima della competizione il record del mondo e il record olimpico erano i seguenti:
| Record mondiale | 3'40"07 | Paul Biedermann Germania | 26 luglio 2009 Roma, Italia        |
| Record olimpico | 3'40"14 | Sun Yang Cina            | 28 luglio 2012 Londra, Regno Unito |

## Programma
| Data           | Ora   | Turno    |
| -------------- | ----- | -------- |
| 27 luglio 2024 | 10:00 | Batterie |
| 27 luglio 2024 | 20:42 | Finale   |

## Risultati

### Batterie
| Pos. | Batteria | Corsia | Atleta             | Nazionalità          | Tempo   | Note             |
| ---- | -------- | ------ | ------------------ | -------------------- | ------- | ---------------- |
| 1    | 5        | 4      | Lukas Märtens      | Germania             | 3'44"13 | Q                |
| 2    | 4        | 3      | Guilherme da Costa | Brasile              | 3'44"23 | Q                |
| 3    | 3        | 3      | Fei Liwei          | Cina                 | 3'44"60 | Q                |
| 4    | 5        | 5      | Elijah Winnington  | Australia            | 3'44"87 | Q                |
| 5    | 4        | 4      | Samuel Short       | Australia            | 3'44"88 | Q                |
| 6    | 4        | 1      | Aaron Shackell     | Stati Uniti          | 3'45"45 | Q                |
| 7    | 4        | 5      | Kim Woo-min        | Corea del Sud        | 3'45"52 | Q                |
| 8    | 5        | 3      | Oliver Klemet      | Germania             | 3'45"75 | Q                |
| 9    | 3        | 5      | Ahmed Jaouadi      | Tunisia              | 3'46"19 |                  |
| 10   | 4        | 7      | Danas Rapšys       | Lituania             | 3'46"27 |                  |
| 11   | 4        | 8      | Kieran Smith       | Stati Uniti          | 3'46"47 |                  |
| 12   | 5        | 1      | Zhang Zhanshuo     | Cina                 | 3'46"76 |                  |
| 12   | 4        | 2      | Lucas Henveaux     | Belgio               | 3'46"76 |                  |
| 14   | 3        | 8      | Zalán Sárkány      | Ungheria             | 3'47"33 |                  |
| 15   | 3        | 7      | David Aubry        | Francia              | 3'47"53 |                  |
| 16   | 5        | 8      | Kieran Bird        | Gran Bretagna        | 3'47"54 |                  |
| 17   | 5        | 7      | Marco De Tullio    | Italia               | 3'47"90 |                  |
| 18   | 3        | 4      | Victor Johansson   | Svezia               | 3'47"98 |                  |
| 19   | 3        | 1      | Alfonso Mestre     | Venezuela            | 3'48"20 |                  |
| 20   | 3        | 6      | Matteo Lamberti    | Italia               | 3'48"38 |                  |
| 21   | 5        | 2      | Petar Mitsin       | Bulgaria             | 3'49"30 |                  |
| 22   | 2        | 5      | Kregor Zirk        | Estonia              | 3'49"59 |                  |
| 23   | 4        | 6      | Antonio Djakovic   | Svizzera             | 3'49"77 |                  |
| 24   | 5        | 6      | Felix Auböck       | Austria              | 3'50"50 |                  |
| 25   | 2        | 7      | Eduardo Cisternas  | Cile                 | 3'51"29 |                  |
| 26   | 2        | 3      | Ilia Sibirtsev     | Uzbekistan           | 3'51"52 |                  |
| 27   | 2        | 4      | Khiew Hoe Yean     | Malaysia             | 3'51"66 |                  |
| 28   | 3        | 2      | Eduardo Moraes     | Brasile              | 3'51"74 |                  |
| 29   | 2        | 2      | Joaquín Vargas     | Perù                 | 3'54"59 |                  |
| 30   | 2        | 6      | Jovan Lekić        | Bosnia ed Erzegovina | 3'57"90 |                  |
| 31   | 2        | 8      | Pavel Alovațki     | Moldavia             | 3'59"77 |                  |
| 32   | 2        | 1      | Loris Bianchi      | San Marino           | 4'01"13 |                  |
| 33   | 1        | 5      | Ilias el Fallaki   | Marocco              | 4'01"59 |                  |
| 34   | 1        | 3      | Raekwon Noel       | Guyana               | 4'02"29 | Record nazionale |
| 35   | 1        | 6      | Alberto Vega       | Costa Rica           | 4'03"14 |                  |
| 36   | 1        | 2      | Ridhwan Abubakar   | Kenya                | 4'05"14 |                  |
| 37   | 1        | 4      | Nikola Ǵuretanoviḱ | Macedonia del Nord   | 4'05"38 |                  |

### Finale
| Pos.    | Corsia | Atleta             | Nazionalità   | Tempo   | Note |
| ------- | ------ | ------------------ | ------------- | ------- | ---- |
| Oro     | 4      | Lukas Märtens      | Germania      | 3'41"78 |      |
| Argento | 6      | Elijah Winnington  | Australia     | 3'42"21 |      |
| Bronzo  | 1      | Kim Woo-min        | Corea del Sud | 3'42"50 |      |
| 4       | 2      | Samuel Short       | Australia     | 3'42"64 |      |
| 5       | 5      | Guilherme da Costa | Brasile       | 3'42"76 |      |
| 6       | 3      | Fei Liwei          | Cina          | 3'44"24 |      |
| 7       | 8      | Oliver Klemet      | Germania      | 3'46"59 |      |
| 8       | 7      | Aaron Shackell     | Stati Uniti   | 3'47"00 |      |